# Synesius thành Cyrene
Synesius (tiếng Hy Lạp: Συνέσιος; khoảng 373 – 414), là một Giám mục gốc Hy Lạp xứ Ptolemais thành Pentapolis, Libya sau năm 410. sinh ra trong một gia đình giàu có thuộc dòng dõi các vị vua Sparta tại Balagrae (nay là Bayda) gần Cyrene từ khoảng năm 370 đến 375.

## Tiểu sử
Hồi còn trẻ (khoảng năm 393), Synesius cùng với người anh Euoptius chuyển đến sống tại thành Alexandria, tại đây ông trở thành một người theo thuyết Tân Platon và là môn đệ của nhà nữ toán học tài ba Hypatia. Cũng có lúc ông sống ở Athena từ năm 395 đến 399.
Năm 398, ông được chọn làm phái viên đại diện thành Cyrene và cả vùng Pentapolis đến triều đình ở Constantinopolis. Ông đã tới thủ đô trong dịp trao "khoản tiền cống nạp" (aurum coronarium) và kiến nghị giảm thuế cho quê hương mình. Cũng tại Constantinople, nhờ khả năng ăn nói lưu loát mà ông nhận được sự bảo trợ của viên pháp quan thái thú (Praetorian prefect) đầy quyền uy Aurelianus. Synesius rất có tài về văn chương đã sáng tác và gửi cho Hoàng đế Đông La Mã Arcadius một bài diễn văn mang tên De Regno, đầy đủ các lời khuyên bảo mang tính chất thời sự cho việc học tập của một nhà cai trị khôn ngoan, nhưng cũng chứa đựng một tuyên ngôn táo bạo rằng ưu tiên hàng đầu của hoàng đế phải là cuộc chiến chống tham nhũng và cuộc chiến chống lại sự thâm nhập của đám người rợ trong quân đội Đông La Mã/Byzantine.
Ba năm hoạt động tại Constantinople khiến ông cảm thấy mệt mỏi, chán chường và hay cáu gắt; bù lại những lúc rảnh rỗi thì ông lại chú tâm một phần vào việc viết lách để khuây khỏa nỗi niềm. Aurelianus đã thành công trong việc chấp nhận miễn thuế xứ Cyrene và Pentapolis và miễn trừ nghĩa vụ nghị viên cho ông, nhưng về sau ông bị thất sủng và mất hết mọi thứ. Mãi sau này khi Aurelian trở lại nắm quyền mới khôi phục việc ban ân cho Synesius. Cảm kích trước tấm chân tình của Aurelian mà nhà thơ đã viết tác phẩm Aegyptus sive de providentia, một câu chuyện ngụ ngôn kể về thần thiện Osiris và ác quỷ Typhon, ngụ ý ám chỉ Aurelian và viên tướng người Goth Gainas (quan viên trong triều Arcadius), cố gắng thông tường mọi thứ và câu hỏi bàn về việc Chúa ban phép lũ quỷ sứ.
Năm 402, trong một trận động đất, Synesius đã rời khỏi Constantinople để trở lại xứ Cyrene. Dọc đường ông đi qua thành Alexandria mà mãi tới năm 403 mới trở về; là một trong những thành phố Ai Cập mà ông đã từng kết hôn và cư ngụ, trước khi trở về xứ Cyrene vào năm 405. Những năm sau đó Synesius khá bận rộn. Mối quan tâm chính của ông là việc tổ chức phòng thủ vùng Pentapolis nhằm tránh các cuộc tấn công hàng năm của các bộ tộc láng giềng.
Năm 410, Synesius giờ trở thành một tín đồ Thiên Chúa giáo ngoan đạo chưa hề thể hiện những quan điểm thần học rõ rệt đã được dân chúng yêu mến mà bầu làm Giám mục xứ Ptolemais, sau một lúc do dự trên cơ sở cá nhân và giáo lý, cuối cùng ông đã chấp nhận đảm nhận cương vị này và được Theophilus tôn phong tại Alexandria. Một khó khăn cá nhân là ít nhất phải làm sao tránh mang tiếng xấu mà giữ được vợ mình, người mà ông rất mực gắn bó, nhưng còn phải tôn kính tính chất Chính Thống giáo mà ông đã quy định rõ ràng về tự do cá nhân đến việc bất đồng chính kiến về những vấn đề của sự sáng tạo linh hồn, sự sống lại theo nghĩa đen và cuối cùng là hủy diệt thế giới, trong khi cùng lúc đó ông đã đồng ý nhìn nhận một số nhượng bộ những quan điểm phổ biến trong việc giảng dạy công khai của mình.
Nhiệm kỳ Giám mục của ông đã gặp rắc rối không chỉ bởi những mất mát trong nước (ba người con trai của ông đã qua đời, hai đứa mất vào năm 411 và đứa thứ ba mất vào năm 413) mà còn bởi những cuộc xâm lược của quân rợ vào xứ sở quê hương (đã bị ông đẩy lùi đã chứng tỏ bản thân ông còn là một nhà tổ chức quân sự có tài) và bởi các cuộc xung đột với viên quan praeses Andronicus, người mà ông đã rút phép thông công do việc can thiệp vào quyền tị nạn của Giáo hội. Không rõ ông mất vào lúc nào; thường là vào khoảng năm 414, bởi vì ông có vẻ như chẳng biết gì về cái chết tàn khốc của Hypatia.
Ông hoạt động khá nhiều lĩnh vực, như được thể hiện nhất là trong các bức thư gửi bạn bè, cùng vị trí trung gian lỏng lẻo của bản thân giữa chủ nghĩa Tân Platon và Kitô giáo khiến ông trở thành một chủ đề cho những quan tâm thú vị. Mối quan tâm về khoa học của Synesius được chứng thực trong bức thư ông gửi cho Hypatia, mà nhiều học giả cho là đã phát hiện về tài liệu tham khảo sớm nhất biết đến chiếc thủy kế do chính Hypatia sáng chế, cùng với một tác phẩm viết về thuật giả kim dưới hình thức một bài chú dẫn Democritus giả hiệu.

## Tác phẩm
Những tác phẩm của ông còn tồn tại gồm: 
1. Một bài diễn văn trước hoàng đế Arcadius, De regno (Về Vương quyền)
2. Dio, sive de suo ipsius instituto, trong đó ông cho biết mục đích chính là cống hiến hết mình cho triết lý thực sự
3. Encomium calvitii, a literary jeu d'esprit, đề xuất bởi Dio Chrysostom từ bài Praise of Hair
4. Aegyptus sive de providentia, gồm hai phần, còn được gọi là  The Egyptian Tale (Chuyện kể Ai Cập) nói về cuộc chiến chống lại viên tướng người Goth Gainas và cuộc xung đột giữa hai anh em Aurelianus và Caesarius
5. De insomniis, một chuyên luận về những giấc mơ
6. Constitutio
7. Catastasis, một bản mô tả xứ Cyrenaica cuối thời La Mã
8. 159 Epistolae (những bức thư, gồm một bản văn - Bức thư số 57 - thực tế là một bài diễn văn)
9. 10 Hymni, suy tư về một nhân vật trường phái Tân Platon
10. 2 bài thuyết pháp
11. Một bài tiểu luận về cách làm dụng cụ đo độ cao thiên thể thời xưa.

## Bản dịch
- Editio princeps, Turnebus (Paris, 1553)
- Garzya, Terzaghi, and Lacombrade (eds.), Opere di Sinesio di Cirene, Classici greci, Turin: Unione Tipografico-Editrice Torinese, 1989 (với bản dịch tiếng Ý)
- Lacombrade, Garzya, and Lamoureux (eds.), Synésios de Cyrène, Collection Budé, 6 vols., 1978-2008 (với bản dịch tiếng Pháp của Lacombrade, Roques và Aujoulat)